# Hadoken

Ryu lancia un Hadoken

Esecuzione dell'Hadoken (schema, non ufficiale)

L'Hadoken (波動拳? lett. "Colpo dell’Ondata") è una tecnica di combattimento immaginaria utilizzata nella celebre serie di videogiochi Street Fighter.

## Descrizione
L'Hadoken è un attacco a distanza in cui il personaggio emette una sfera energetica dalle mani, che avanza più o meno velocemente di fronte a lui, in grado di colpire l'avversario; per certi aspetti può ricordare l'onda Kamehameha dei manga e anime Dragon Ball, anche se la Kamehameha assomiglia più ad un raggio mentre l'Hadoken è più vicino ad una sfera.
Nei vari episodi della serie ne sono state realizzate diverse varianti: il colore classico dell'Hadoken è azzurro-celeste ma cambia a seconda dei giochi, del personaggio (ad esempio in alcuni giochi quello di Ken è verde) e della variante utilizzata. Nei cartoni appare simile ad una sfera molto chiara, quasi bianca.
Nel gioco originale questa tecnica veniva usata solo da Ryu e Ken, entrambi discepoli di Gouken, apparso per la prima volta in Street Fighter 4; in seguito vennero inseriti altri personaggi in grado di usarla fra i quali Akuma (Gouki nella versione originale) e Dan Hibiki, personaggio demenziale introdotto come parodia della famiglia Sakazaki dei videogiochi SNK, concorrente della Capcom. Per l'esattezza quello di Dan è un colpo chiamato Gadoken (o Gadouken), eseguito con una sola mano e che percorre una distanza ridicola prima di svanire nel nulla.
Nelle ultime edizioni sono in grado di eseguire la tecnica anche Sakura, Allen e Kairi: la prima può caricarla per un certo lasso di tempo, incrementando così i danni ma gravando sul raggio d'azione, mentre gli altri due si limitano alla versione standard rinominata perché le loro tecniche si differenzino in una qualche maniera (Soul Force, "Forza dell'anima", per Allen e Jinki-Hatsudo, "Colpo dello spirito divino", per Kairi). Oltre a questi personaggi, anche Chun Li è in grado di lanciare una sfera chiamata Kiko-ken.

## Esecuzione
- Il personaggio, tramite la concentrazione, accumula il proprio Ki nei palmi delle mani, che tiene vicine ai fianchi. Una volta "caricato" opportunamente il colpo, porta le mani di fronte a sé, in posizione aperta con i polsi che si toccano. Viene così rilasciato un proiettile di energia, solitamente di colore azzurro, che si muove in linea retta di fronte all'esecutore.
- Il giocatore muove quindi il joystick o il joypad nelle posizioni basso-basso/avanti-avanti e poi preme uno dei tasti "pugno".

Nella serie televisiva animata Street Fighter II V, Ryu viene mostrato usare l'Hadoken dopo una lunga operazione di "caricamento": il ragazzo si concentra ruotando le braccia e nell'aria compaiono delle piccolissime sfere luminose a formare un cerchio, poi porta le mani sul fianco dove l'energia si aggrega e prende la forma di una sfera più grande; infine la rilascia portando le braccia davanti a sé, emettendo un raggio luminoso.

## Varianti
- Hadoken: Il colpo classico, eseguito da vari personaggi, mossa basilare di Ken e Ryu. Viene eseguito rapidamente. Sakura Kasugano, per via del suo allenamento fai-da-te, ha imparato una versione imperfetta della mossa: il suo colpo si muove solo per una certa distanza prima di svanire e più a lungo "carica" il colpo, premendo ripetutamente il tasto, più risulta potente ma percorre distanze inferiori.
- Shakunetsu Hadoken: Versione leggermente potenziata tipica di Akuma, che la esegue dopo un breve tempo di caricamento, senza consumo di energia. In svariati giochi anche Ryu è in grado di utilizzarla, ma con alcune differenze: in alcuni dopo un breve tempo di caricamento senza consumo di energia, in altri la esegue più rapidamente ma consumando energia, in altri ancora sembra avvenire casualmente al posto dell'Hadoken standard. Chi viene colpito da questa tecnica viene ricoperto da delle fiamme per un attimo.
- Shinkuu Hadoken: Versione potenziata dell'Hadoken, è una super combo semplice ed efficace che richiede una barra di energia per essere eseguita. È tipica di Ryu, ma anche Sakura è in grado di eseguirla. Nella serie Marvel Vs Capcom ha la forma di un enorme raggio, invece che di una normale sfera; Ken e Ryu sono in grado di lanciarla contemporaneamente come Super Combo di squadra, nonostante Ken non la possa utilizzare da solo.
- Gou Hadoken: Versione dell'Hadoken utilizzata da Akuma; nella finzione della serie fa parte delle tecniche proibite (che mettono cioè a rischio la vita di chi viene colpito) risalenti alle origini della disciplina Ansatsuken.
- Zankuu Hadoken: Un Hadoken eseguito durante un salto, che scende trasversalmente, tipico di Akuma.
- Messatsu Gou Hadou: Variante "oscura" dello Shinkuu Hadoken utilizzata da Akuma, con l'energia che viene caricata nelle mani tenute separate, ai due lati del corpo, per poi venire rilasciata in un colpo letale. È una Super Combo che richiede energia per essere eseguita.
- Tenma Gou Zankuu: Fusione fra Zankuu Hadoken e Messatsu Gou Hadou tipica di Akuma, è una Super Combo che consiste in un potente Hadoken lanciato in diagonale durante un salto, che dà all'esecutore una piccola spinta verso l'alto e all'indietro. Nella serie Marvel vs Capcom appare come una rapida sequenza di Zankuu Hadoken, che fra l'altro rallenta la discesa del personaggio.
- Denjin Hadoken: Versione "elettrica" dell'Hadoken, utilizzata da Ryu e Evil Ryu, è una Super Combo (e una "Meteor Combo" in Street Fighter EX 3) che richiede energia per essere eseguita. Il colpo viene caricato di elettricità finché il giocatore mantiene premuto il tasto e nel frattempo deve muovere il controller per aumentarne la potenza. Difficile da gestire, ma in grado di stordire l'avversario se ben eseguito. Diventa una tecnica di Gouken in Street Fighter 4
- Metsu Hadoken: La versione "oscura" del Denjin Hadoken, derivata dai poteri del Satsui No Hado. È una Super Combo utilizzata da Evil Ryu in Capcom vs. SNK 2 e da Ryu stesso in Street Fighter 4.
- Necketsu Hadoken: ultranutilizzata da Sakura in alcune versioni di Street Fighter EX, viene scagliato un enorme e potente Hadoken.
- Gorai Hadoken: tecnica di Oni, che sostitiosce le fiamme del Shakunetsu Hadoken con elettricità acquisendo caratteristiche del Denjin Hadoken.
- Meido Hadoken: ultra combo di Oni in Street Fighter 4, è una versine potenziata del Messatsu Gohado, sinpresenta come una sfera di energia scura,seguita da una seconta sfera.
- Messatsu Gozanku: versione aerea del Meido Hadoken, è la versione di Oni del Tenma Gozanku
- Messatstu Gotenha: tecnica di Oni, consiste nel lanciare un Meido Hadoken perpendicolarmente verso l'altro, colpendo solo personaggi direttamente sopra ad Oni.

## Altre apparizioni
Imitazioni e parodie della mossa appaiono anche al dif uori della saga di Street Fighter.
Nel videogioco Sonic the Hedgehog Chaos per Master System e Game Gear, Sonic può lanciare un Hadoken nel menu segreto del sound test.
Nel videogioco per Super Nintendo Mega Man X, prodotto dalla Capcom nel 1993, il robot protagonista può ottenere un potenziamento segreto per poter lanciare l'Hadoken.
In alcune versioni del videogioco Metal Slug, quando il personaggio giocante "libera" un prigioniero, questi lo segue per un certo tempo scagliando sfere di energia, allo stesso modo dell'Hadoken.